# Fotooddychanie

Schemat obrazujący przemiany związków podczas fotooddychania. RuBisCO – karboksylaza/oksygenaza rybulozo-1,5-bisfosforanu, Phos – fosfataza, OG – oksydaza glikolanowa, AT-aminotransferaza, GDC+SHMT-dekarboksylaza glicyny i hydroksymetylotransferaza seryny, PyrR-reduktaza pirogronianowa, GK-kinaza glicerynianowa, GOGAT – syntaza glutaminianowa (NADPH), GS-syntaza glutaminowa

Pod wpływem oksygenazy RuBisCO do rybulozo-1,5-bisfosforanu RuBP przyłączany jest tlen w wyniku czego powstaje kwas 3-fosfoglicerynowy (3PGA) i 2-fosfoglikan

Fotooddychanie, fotorespiracja – proces biochemiczny zachodzący na świetle w komórkach roślinnych, objawiający się pobieraniem tlenu i wydzielaniem dwutlenku węgla na drodze innej niż oddychanie komórkowe.
Biochemicznie proces fotooddychania związany jest z dwufunkcyjnością enzymu karboksylazy/oksygenazy rybulozo-1-5-bisfosforanu (RuBisCO), odpowiedzialnego zarówno za przyłączenie do rybulozo-1,5-bisfoforanu (RuBP) cząsteczki CO2, jak i cząsteczki O2 w chloroplastach podczas oświetlania. CO2 i O2 konkurują o miejsce katalityczne Rubisco. W wyniku przyłączenia tlenu do rybulozo-1-5-bisfosforanu powstaje jedna cząsteczka kwasu fosfoglicerynowego (jak w fazie ciemnej fotosyntezy) oraz jedna cząsteczka fosfoglikolanu, pierwszego (dwuwęglowego; C2) produktu fotooddychania. Stąd pochodzi inna nazwa fotooddychania – cykl C2.
Dalsze reakcje zachodzą w peroksysomach i mitochondriach, a następnie ponownie w chloroplastach.
Powstający w chloroplastach fosfoglikolan ulega defosforylacji i przenoszony jest do peroksysomów. Tam przy udziale oksydazy glikolanowej przekształcany jest do glioksalanu. Glioksalan ulega transaminacji w dwóch reakcjach przeprowadzanych przez aminotransferazę glutaminianową i aminotransferazę serynową, w wyniku których powstaje glicyna. Glicyna transportowana jest do mitochondriów i przy udziale kompleksu enzymatycznego dekarboksylazy glicyny (GDC) oraz hydroksymetylotransferazy seryny (SHMT) przekształcana do seryny z wydzieleniem cząsteczki CO2, NH3, oraz NADH.
Powstała w mitochondriach seryna transportowana jest do peroksysomów i przekształcana przy udziale aminotransferazy serynowej do kwasu hydroksypirogronowego. Kwas ten ulega redukcji do kwasu glicerynowego przy udziale reduktazy hydroksypirogronianowej. Produkt reakcji przenoszony jest do chloroplastów i może służyć do odtworzenia cząsteczki rybulozo-1-5-bisfosforanu. NADH produkowany przy dekarboksylacji glicyny może być transportowany do cytozolu lub utleniany w mitochondriach.
Utrzymanie cyklu fotooddechowego wymaga takiej samej ilości NADH, do redukcji kwasu hydroksypirogronowego w peroksysomach, jaka powstaje przy utlenieniu glicyny do seryny w mitochondrium. In vivo, przynajmniej część NADH produkowanego przez dekarboksylację glicyny utleniana jest w peroksysomach, jednak zapotrzebowanie peroksysomów na NADH może być częściowo zaspokajane przez glikolizę i chloroplasty, a utlenianie glicyny zasilać syntezę ATP mitochondrialnego.